# Canard du Mexique
Anas diazi
Espèce
Statut de conservation UICN
( NA )( NA )

 NA  : Non applicable
Le Canard du Mexique (Anas diazi) est une espèce d'oiseaux de la famille des Anatidae. Elle était et est parfois encore considérée comme une sous-espèce du Canard colvert (A. platyrhynchos).

## Répartition
Cette espèce vit au Mexique et dans le sud des États-Unis.